# Indianerblässhuhn

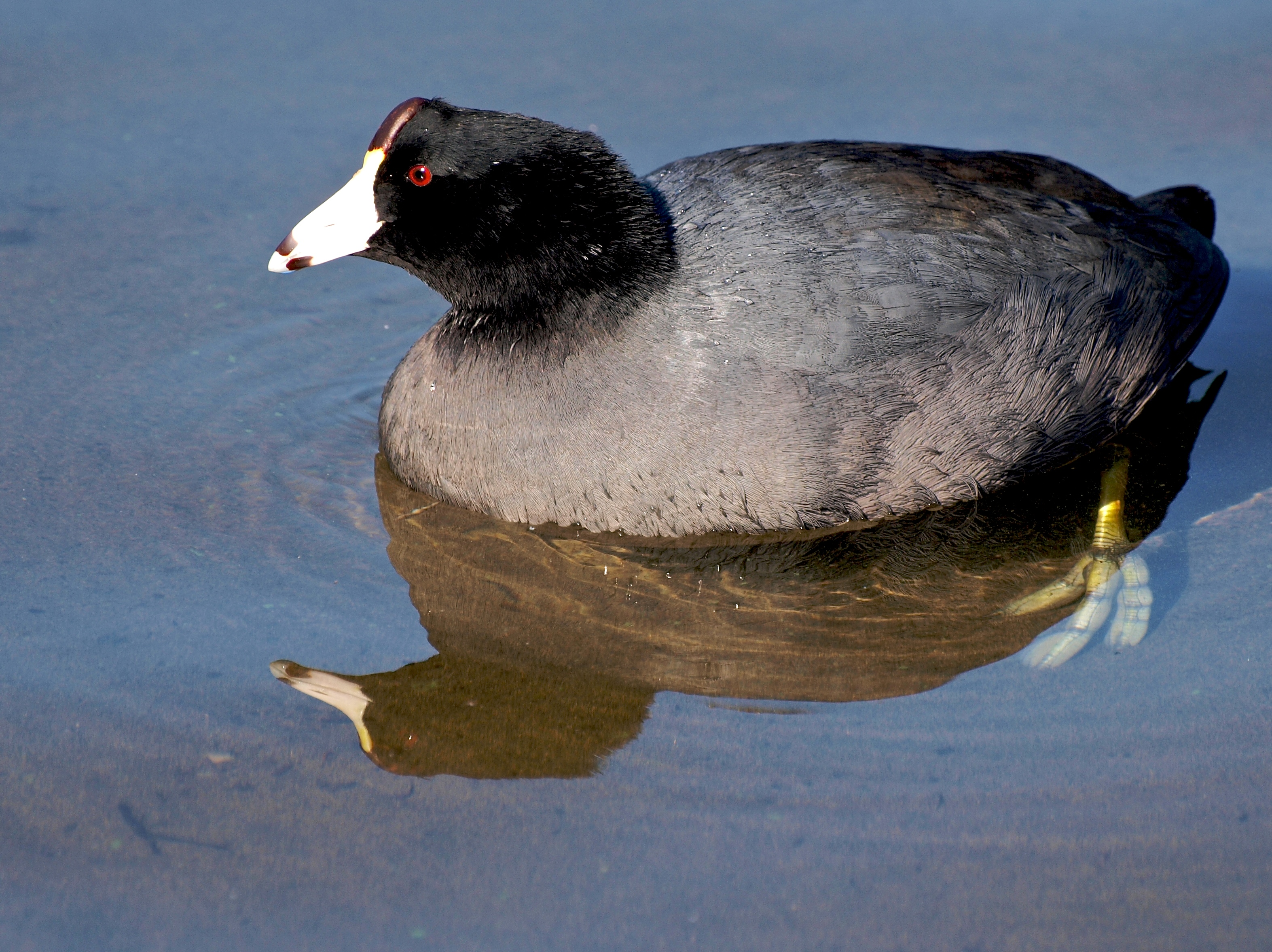
Indianerblässhuhn

Das Indianerblässhuhn (Fulica americana) auch Amerikanisches Blässhuhn ist eine mittelgroße Art aus der Familie der Rallen, die in großen Teilen Nordamerikas vom Großen Sklavensee südwärts, in Mittelamerika und zerstreut in den nördlichen Anden vorkommt. Es ist mit dem eurasischen Blässhuhn recht eng verwandt und zählt in Nordamerika zu den häufigsten Wasservögeln. Die größten Bestände dieser Art finden sich in der Prairie Pothole Region im südwestlichen Kanada und der nördlichen Mitte der Vereinigten Staaten.

## Beschreibung
Das Indianerblässhuhn ähnelt dem eurasischen Blässhuhn. Es ist eine 32–43 cm große, rundliche Ralle, die hervorragend ans Schwimmen angepasst ist, mit kräftigen Beinen, langen Zehen und breiten Schwimmlappen. Das Gewicht beträgt 427–848 g. Die Geschlechter unterscheiden sich bis auf einen leichten Größenunterschied nicht.
Bei adulten Vögeln ist der Kopf samtschwarz, die Oberseite schiefergrau, die Unterseite bräunlich grau. Die seitlichen Unterschwanzdecken sind weiß. Auf dem vorderen Rücken findet sich manchmal eine olivfarbene Tönung, auf der Brust im frisch vermauserten Gefieder sichtbare, feine weiße Spitzensäume. Die Armschwingen tragen weiße Spitzen, die auf dem Hinterflügel einen weißen Rand bilden. Der weiße Schnabel zeigt eine dunkle Subterminalbinde und geht in einen weißen Stirnschild über, der am oberen Ende eine rotbraune Schwiele aufweist. Diese kann bei einigen Vögeln fehlen oder gelblich gefärbt, der Hornschild zur Brutzeit deutlich vorgewölbt sein. Der Schnabel und der Stirnschild können eine rötliche oder gelblich grüne Tönung zeigen. Der Übergang zwischen Schnabel und Hornschild ist nur schwach eingebuchtet – bei anderen Arten der Gattung ist er deutlich anders ausgeformt. Die Iris ist dunkel rot bis rotbraun. Die Farbe der Beine variiert zwischen grüngelb und orangegelb.
Vögel im Jugendkleid sind oberseits graubraun. Die Unterseite ist wesentlich heller. Der obere Teil des Kopfes ist recht dunkel gefärbt und setzt sich von der weißlichen Kehle ab, deren Färbung in das Grau von Brust und Bauch ausläuft. Die seitlichen Unterschwanzdecken sind weiß, die Füße und Beine graugrün.
Dunenjunge sind überwiegend schwarz mit feuerrotem bis dunkel orangefarbenem Dunengefieder an Stirn, Kinn und Zügeln und einem intensiv roten Schnabel. Der nackte Oberkopf ist rot und zeigt blau verfärbte Partien über den Augen.

## Stimme
Die Lautäußerungen des Indianerblässhuhns sind recht vielfältig, die Art ist sehr ruffreudig, was zweifellos darauf zurückzuführen ist,  dass die Vögel im unübersichtlichen, von Uferpflanzen dominierten Lebensraum auf diese Art am besten miteinander kommunizieren können. Die Rufe von Männchen und Weibchen unterscheiden sich.
Der Kontaktruf des Männchens ist ein hohes, klares puck, der des Weibchens ein tieferes, nasales pank. Als Alarmruf gibt das Männchen ein puhlk, das Weibchen puhnk von sich. Als Erregungsruf bei der Revierverteidigung ist ein klagend-krähendes, etwas pfauenähnliches puk-kuwah, vom Weibchen ein einfacheres kuwah zu vernehmen. Die Warnrufe, die gegenüber potentiellen Eindringlingen abgegeben werden, sind sehr variabel. Vom Männchen ist ein schnell gereihtes puk-ut, vom Weibchen ein eher nasales punk-unk zu hören. Der Drohruf des Männchens ist ein lautes puhk-kuh-kuk, der des Weibchens ein hohl krähendes kau-pow. Der Balzruf des Männchens ist ein hustenartiger Laut, der sich bei der Verfolgung des Weibchens zu einem scharfen pörk oder körk steigern kann. Ist dieses nicht paarungsbereit, antwortet es mit einem gackernden teck-teck. Versucht es hingegen, das Männchen herbeizulocken, lässt es ein nasales punt oder ein scharfes put-put hören.

## Verbreitung
Die Brutverbreitung des Indianerblässhuhns umfasst große Teile Nordamerikas. In den hocharktischen Gebieten, im größten Teil der Südstaaten und vielen südlichen Wüstenregionen fehlt es jedoch. Im Nordwesten des Kontinents konzentriert sich die Verbreitung um die Prairie Pothole Region herum, im Nordosten im südlichen Bereich der Großen Seen.
In British Columbia kommt die Art nur im Süden und Nordwesten regelmäßig vor. Nach Norden reichen zerstreute Vorkommen jedoch bis nach Mackenzie hinein. Zwei isolierte Populationen gibt es in der östlichen Mitte Alaskas bei Tetlin und in der südlichen Mitte Yukons im Bereich des Pelly River. In Alberta reicht die Verbreitung relativ weit in den Norden, in Saskatchewan und Manitoba bis in Höhe des Reindeer Lake, wobei sie sich in Manitoba auf den Südwesten beschränkt. Im Bereich der Großen Seen brütet die Art im südlicheren Teil in teils zergliederten Vorkommen ostwärts den Sankt-Lorenz-Strom hinauf im Süden Québecs und südwärts bis ins südöstliche Indiana. Isolierte Vorkommen gibt aber auch bis in die südlichen Mitte Ontarios, bis Nova Scotia, in Maine und Massachusetts. Einzelne Brutnachweise stammen aus vielen Südstaaten.
In der westlichen Hälfte der USA reicht die Verbreitung von Kanada südwärts bis an die mexikanische Grenze sowie von der Pazifikküste bis jeweils in den Osten von North und South Dakota, Nebraska, Kansas, Oklahoma und Texas. In den Wüstengebieten fehlt die Art jedoch, in höheren Lagen ist sie selten.
Ferner brütet das Indianerblässhuhn in den USA auf der Florida-Halbinsel unter Auslassung des Südwestens, zerstreut an der Küste des Golfs von Mexiko bis Louisiana und an der Atlantikküste bis North Carolina.
Auch in Mexiko kommt die Art im größten Teil des Landes vor, sie fehlt aber in der Mitte Niederkaliforniens, im Bereich der Sierra Madre Occidental, der Sierra Madre del Sur und der Halbinsel Yucatán. In Mittelamerika brütet das Indianerblässhuhn im Süden Guatemalas sowie zerstreut im Südwesten von  Honduras, in El Salvador und im Nordwesten Costa Ricas. Auf den Westindischen Inseln kommt es als seltener Brutvogel auf den Bahamas, Kuba, Jamaika und Hispaniola vor, gelegentlich auch auf den Kaiman- und den Jungferninseln.
In Südamerika gibt es eine kleine Verbreitungsinsel in den kolumbianischen Provinzen Cundinamarca und Boyacá.

## Geografische Variation
Es werden zwei Unterarten anerkannt. Die Vögel Nordamerikas variieren kaum, allerdings wurde ein durchschnittlich größerer Stirnschild bei den östlichen Populationen festgestellt. Die südamerikanische Unterart ist größer, weist längere Zehen und Tibiotarsi sowie einen längeren Stirnschild auf. Während die nordamerikanische Unterart sehr breite weiße Spitzen auf den inneren Armschwingen zeigt, sind die der südamerikanischen Vögel kleiner oder sogar nur auf die Innenfahne begrenzt. Nach Meinung einiger Autoren stellt F. a. columbiana eine Übergangsform zum Andenblässhuhn (Fulica ardesiaca) dar. Stimmliche und ethologische Merkmale sowie Ausprägung von Dunenkleid und Stirnschild legen jedoch eine nähere Verwandtschaft mit F. a. americana nahe.
- F. a. americana Gmelin, JF, 1789 – südöstliches Alaska ostwärts bis Nova Scotia, südwärts bis zu den Westindischen Inseln, Nicaragua und Costa Rica
- F. a. columbiana Chapman, 1914 – zentralkolumbianische Anden und möglicherweise nördliches Ecuador

Früher wurde eine weitere, in den südamerikanischen Anden beheimatete Unterart F. a. peruviana Morrison, 1939 beschrieben. Nach Untersuchungen Jon Fjeldsås von 1982 handelt es sich bei dieser Population aber um eine Unterart des Andenblässhuhns (Fulica ardesiaca), für die er den Namen F. a. atrura vorschlägt.
Das Karibenblässhuhn, einst als eigenständige Art Fulica caribaea aufgefasst, gilt nach gegenwärtiger Betrachtung als Farbmorphe des Indianerblässhuhns.

## Lebensraum
Das Indianerblässhuhn brütet in einem breiten Spektrum an Binnengewässern und Feuchtgebieten wie Seen, Teichen, Kanälen, Klärbecken, Sumpflöchern, Überschwemmungsflächen oder langsam fließenden Flüssen. Voraussetzung sind mit Sumpf- oder Uferpflanzen dicht bewachsene Stellen, die zumindest eingestreute, freie Wasserflächen aufweisen. Diese Voraussetzungen müssen mindestens über die Brutzeit hinweg gegeben sein. Periodisch überschwemmtes Feuchtgrünland kann daher auch in Jahren mit hohen Wasserständen als Brutplatz genutzt werden. Auch Brackwasserlebensräume werden angenommen, Gewässer mit hohem Salzgehalt jedoch nicht. Die optimalen Habitate liegen in Feuchtgebieten und bieten ein kleinräumiges Mosaik aus offenen Wasserflächen und dichter Sumpfvegetation. Die Höhenverbreitung reicht teils bis 2500 m, jedoch ist die Art in Gebirgslagen meist selten und das Vorkommen auf mit Rohrkolben und Teichsimse bestandene Gewässer begrenzt.

## Ernährung

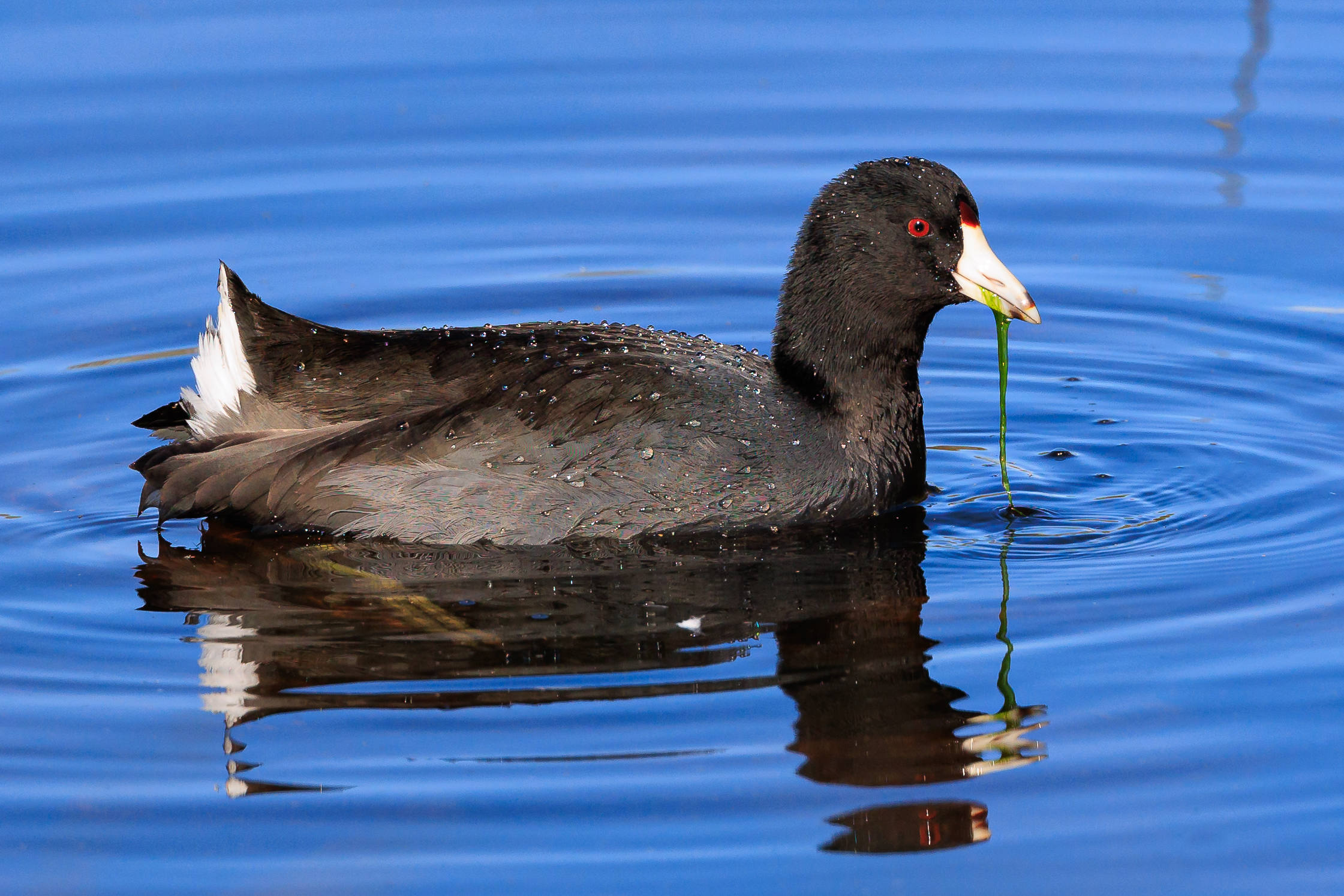
Indianerblässhuhn bei der Nahrungsaufnahme. Gray Lodge Wildlife Area in Nordkalifornien.

Das Indianerblässhuhn ernährt sich vorrangig von Wasserpflanzen und Algen, gelegentlich auch von Gräsern und anderen Landpflanzen oder deren Samen. Ergänzend kommt tierische Nahrung hinzu. Dazu zählen aquatisch lebende Wirbellose wie Weich- und Krustentiere, Insekten und ihre Larven, seltener auch Wirbeltiere wie kleine Fische, Kaulquappen und gelegentlich Aas.
Die Nahrung wird meist im flacheren Wasser an Stellen gesucht, wo es reiche Nahrungsvorkommen wie beispielsweise eine dichte Unterwasservegetation gibt. Sie wird schwimmend, eintauchend oder in kurzen Tauchgängen aufgenommen. Meist wird sie dann erst an die Oberfläche gebracht und dann verzehrt. Bisweilen trifft man das Indianerblässhuhn auch grasend an Land an. Gelegentlich kann es bei kleptoparasitischem Verhalten beobachtet werden, wenn es beispielsweise Artgenossen oder Enten die Nahrung abjagt.